# Osvald Kastanja
Osvald Kastanja, gebürtig Osvald Kastan (* 6. Oktober 1910 in Narva, Gouvernement Estland; † 29. Dezember 1993) war ein estnischer Fußballspieler deutsch-baltischer Herkunft.

## Karriere
Osvald Kastanja begann seine Fußballkarriere in seinem Geburtsort beim KS Võitleja Narva, für den er mindestens im Jahr 1931 aktiv war. In dieser Spielzeit wurde er mit vier erzielten Treffern zweiter in der Torschützenliste hinter Friedrich Karm der achtmal traf. Ab 1932 spielte er sieben Jahre für den Tallinna JK. In seiner ersten Saison bei dem Verein wurde er mit acht Toren drittbester Torjäger hinter Arnold Laasner und Friedrich Karm. Ein Jahr später wurde er erneut drittbester Torschütze hinter Richard Valdov und Heinrich Uukkivi. In der Saison 1938/39 wurde Kastanja Torschützenkönig in Estland. Während des Zweiten Weltkriegs spielte Kastanja 1945 bei einem Militärischen Verband in Tallinn.
Osvald Kastanja spielte in den Jahren 1931 und 1932 insgesamt dreimal für die Estnische Fußballnationalmannschaft. Ein Länderspiel davon absolvierte er beim siegreichen Baltic Cup 1931.

## Erfolge
Individuell:
- Torschützenkönig: Estnische Fußballmeisterschaft 1938/39

mit Estland:
- Baltic Cup: 1931